# Rosalyn Yalow
Rosalyn Sussman Yalow, född 19 juli 1921 i New York i New York, död 30 maj 2011 i Bronx i New York, var en amerikansk medicinsk fysiker och nobelpristagare. 

## Biografi
Yalow uppfann ett sätt att använda radioaktivitet för att upptäcka små mängder av ett stort utbud av material, som sträcker sig från nikotin till virus, i människokroppen. Hennes metod, som kallas radioimmunologisk analys, bygger på en enkel princip. Om man räknar sex rödögda fruktflugor i en burk, och du vet att förekomsten av röda ögon är en på tusen, då drar du slutsatsen att det finns 6 000 flugor i burken – utan tidsödande att räkna dem. Radioimmunologisk analys räknar molekyler snarare än flugor, och mäter radioaktiviteten, snarare än ögonfärg. 

## Utmärkelser
År 1977 erhöll hon, tillsammans med Roger Guillemin och Andrew V. Schally Nobelpriset i fysiologi eller medicin, för att hon utvecklat en radioimmunologisk metod för att bestämma kroppens produktion av hormoner, så kallad radioimmunologisk analys.
Hon tilldelades 1976 Albert Lasker Basic Medical Research Award.
Asteroiden 13915 Yalow är uppkallad efter henne.